# Arly Velásquez
Arly Aristides Velásquez Penaloza est un skieur handisport mexicain, né le 17 août 1988.

## Biographie
Il est désigné porte-drapeau pour la cérémonie d'ouverture des Jeux paralympiques d'hiver de 2018.

## Palmarès

### Jeux paralympiques
| Épreuve / Édition | Vancouver 2010 | Sotchi 2014 | Pyeongchang 2018 |
| Descente          | -              | 17e         | DNF              |
| Super-G           | -              | 11e         | 17e              |
| Slalom géant      | 26e            | 17e         |                  |
| Slalom            | 33e            | -           |                  |
| Super combiné     | -              | -           |                  |